# ADO Den Haag in het seizoen 2025/26 (mannen)
Het seizoen 2025/26 is het 121e jaar in het bestaan van de Haagse voetbalclub ADO Den Haag. De Haagse ploeg kwam voor het vijfde opeenvolgende seizoen uit in de Keuken Kampioen Divisie. De mannenselectie werd sinds dit seizoen geleid door de Duitse hoofdtrainer Robin Peter, met Philipp Seidler en Levi Schwiebbe als assistenten.

## Samenvatting seizoen

### Voorafgaand aan het seizoen
- De aflopende contracten van verschillende spelers uit het voorgaande seizoen werden niet verlengd. Hierdoor vertrokken onder andere Tim Coremans, Alex Schalk en Hugo Wentges transfervrij uit Den Haag. Spits Lee Bonis, in het voorgaande seizoen clubtopscorer met 11 competitiedoelpunten, werd voor een onbekend bedrag verkocht aan het Engelse Chesterfield FC.
- In de huurcontracten van Milan Hokke en Luka Reischl werd de koopoptie gelicht. Het aflopende contract van Daryl van Mieghem werd met een jaar verlengd. Hierdoor bleven deze spelers actief in Den Haag.
- Het aflopende contract van trainer Darije Kalezić en assistent Regillio Vrede werd niet verlengd. Wie hun opvolgers waren, was nog niet duidelijk. Video-analist Jim Smit vertrok naar FC Volendam. Ook werd nog geen enkele nieuwe speler gecontracteerd. De eerste training stond gepland op maandag 30 juni, maar deze werd twee dagen verplaatst. Volgens technisch directeur Joris Mathijsen kwam dit doordat 'de competitiestart van ADO twee dagen later is'. De eerste seizoenswedstrijd werd door de KNVB namelijk op zondag in plaats van vrijdag gepland. Volgens geruchten zou dit uitstel ook te maken kunnen hebben met de afwezigheid van een hoofdtrainer, hoofdsponsor en nieuwe spelers.

### Juli 2025
- Op woensdag 2 juli vond de eerste training van ADO Den Haag plaats. De training werd geleid door assistent-trainer Levi Schwiebbe. Vanuit de jeugd sloten doelmannen Caleb Kramer en Connor Radford aan. Ook veldspelers Ties Brouwer, Sky Heesen, Devyn Payne, Ersi Bode, Joey Brandt, Amin el Harchaoui en Cheveyo Balentien deden mee.
- Op zaterdag 5 juli opende ADO Den Haag traditiegetrouw het nieuwe seizoen met een oefenwedstrijd tegen HVV Laakkwartier. Onder leiding van interim-trainer Levi Schwiebbe won ADO met maar liefst 0-15.
- Op woensdag 9 juli werd MVV '27 met 0-6 verslagen, mede dankzij vier goals van Luka Reischl.
- Op vrijdag 11 juli werd bekendgemaakt dat technisch directeur Joris Mathijsen per direct ADO Den Haag verlaat. Tussen Mathijsen en de eigenaar Bolt leek het lange tijd niet te boteren. Volgens geruchten had Mathijsen John van den Brom willen terughalen als trainer in Den Haag. Nadat deze plannen geen doorgang vonden, vertrok Mathijsen. ADO ging deze transferzomer verder zonder hoofdtrainer en technisch directeur.
- Op zaterdag 12 juli kon ADO Den Haag enige weerstand bieden tegen Eredivisionist Sparta Rotterdam, maar verloor het de derde oefenwedstrijd: 2-0.
- Op maandag 14 juli werd het contract van Juho Kilo opengebroken. De 23-jarige Finse middenvelder verlengde zijn contract tot de zomer van 2028. Dezelfde dag werd Robin Peter aangesteld als de nieuwe hoofdtrainer. De 37-jarige Duitser, die een seizoen trainer was bij FC Emmen en daarna actief was als assistent-trainer bij Cercle Brugge, tekende een contract voor twee seizoenen in Den Haag.
- Op zaterdag 19 juli wist ADO Den Haag onder leiding van Robin Peter het Belgische Francs Borains te verslaan: 3-1.
- Op dinsdag 22 juli werd Philipp Seidler aangetrokken als assistent-trainer en video-analist. De 34-jarige Duitser kwam over van FC Carl Zeiss Jena, waar hij trainer was van de Onder 19-ploeg.
- Op woensdag 23 juli werden twee spelers van het Onder 23-elftal van de Portugese zusterclub GD Estoril-Praia gepresenteerd als nieuwe aanwinsten. De 20-jarige Franse verdediger Philippe Lanquetin en de 21-jarige aanvaller Ruben Silva-Richards werden voor een seizoen gehuurd. Silva-Richards bezit naast de Italiaanse ook de Portugese nationaliteit en werd in Canada geboren.
- Op donderdag 24 juli werd bekendgemaakt dat loop- en hersteltrainer John Nieuwenburg de overstap zou maken naar Sparta Rotterdam.
- Op vrijdag 25 juli werd Mark Wotte gepresenteerd als nieuwe interim-technisch directeur. De 64-jarige oud-trainer van ADO Den Haag kon hiermee de transferzomer, enigszins verlaat, in gang zetten. Diezelfde dag wist ADO Den Haag in een nieuwe oefenwedstrijd Norwich City FC knap tot 0-0 te houden.
- Op zondag 27 juli reisde de selectie van ADO Den Haag af naar Burgh-Haamstede voor een trainingskamp. Doelman Moritz Schulze was mee op proef.
- Op dinsdag 29 juli wist ADO Den Haag een gelijkspel uit de wacht te slepen in het oefenduel tegen OFI Kreta: 1-1.

### Augustus 2025
- Op zondag 3 augustus was ADO Den Haag in eigen huis lang niet opgewassen tegen Champions League-deelnemer Olympiakos Piraeus. Ondanks een flinke eindsprint verloren de Hagenezen met 2-3.
- Op donderdag 7 augustus werd Mylian Jiménez als nieuwe aanwinst gepresenteerd. De 22-jarige Nederlands-Colombiaanse middenvelder, die in de jeugd van PSV speelde, kwam over van het Deense Aalborg BK. Jiménez tekende een contract tot de zomer van 2028, met een optie op nog een seizoen.
- Op vrijdag 8 augustus tekende ook Nigel Thomas een contract in Den Haag. De 24-jarige aanvaller kwam over van het Deense Viborg FF en tekende een contract tot de zomer van 2027, met een optie op nog een seizoen. Net als Jiménez had Thomas enige ervaring als speler van Jong PSV en kwam hij over van een Deense club.
- Op zondag 10 augustus maakte ADO Den Haag een verpletterende indruk tijdens de eerste competitiewedstrijd. Degradant Willem II werd met maar liefst 5-1 verslagen. Dankzij deze overwinning pakten de Hagenezen direct de koppositie in de Keuken Kampioen Divisie. Dit seizoen zouden er 19 teams in actie komen in plaats van 20 nadat de KNVB de proflicentie van Vitesse innam. Hierdoor kwam ADO niet in actie tijdens speelronde 3 en 25.
- Op dinsdag 12 augustus werd bekendgemaakt dat het aflopende contract van Maikey Houwaart toch werd verlengd. De 19-jarige spits, die de gehele jeugdopleiding van ADO Den Haag doorliep, tekende een contract tot de zomer van 2026. Ook zat hierin een optie op nog een seizoen. Houwaart werd daarentegen wel verhuurd aan Excelsior Maassluis. De spits liep al enige tijd stage bij de club uit de Tweede Divisie.
- Op zaterdag 16 augustus vertrok Taneli Hämäläinen tijdelijk bij ADO Den Haag. De Finse verdediger, die maar in 11 wedstrijden voornamelijk als invaller actief was, werd verhuurd aan Kuopion Palloseura. Hämäläinen speelde bij KuPS voordat hij naar Den Haag kwam.
- Op maandag 18 augustus leed ADO Den Haag puntenverlies in de wedstrijd tegen Jong FC Utrecht ondanks een groot overwicht op het veld: 2-2.

## Selectie en staf ADO Den Haag

### Selectie ADO Den Haag 2025/26
| #  | Naam                 | Land         | Positie      | Bij ADO sinds  | Contract tot | Opt. | C. | Voetbal | Kreeg geel | Weggestuurd | B. | Voetbal | Kreeg geel | Weggestuurd | T. | Voetbal | Kreeg geel | Weggestuurd |
| -- | -------------------- | ------------ | ------------ | -------------- | ------------ | ---- | -- | ------- | ---------- | ----------- | -- | ------- | ---------- | ----------- | -- | ------- | ---------- | ----------- |
| 1  | Kilian Nikiema       | Burkina Faso | Doelman      | Winter 2021/22 | Zomer 2027   |      | 2  | 0       | 0          | 0           | 0  | 0       | 0          | 0           | 2  | 0       | 0          | 0           |
| 2  | Steven van der Sloot | Nederland    | Verdediger   | Zomer 2024     | Zomer 2026   |      | 1  | 1       | 0          | 0           | 0  | 0       | 0          | 0           | 1  | 1       | 0          | 0           |
| 4  | Matteo Waem          | België       | Verdediger   | Zomer 2023     | Zomer 2026   |      | 2  | 0       | 0          | 0           | 0  | 0       | 0          | 0           | 2  | 0       | 0          | 0           |
| 7  | Daryl van Mieghem    | Nederland    | Aanvaller    | Zomer 2023     | Zomer 2026   |      | 2  | 1       | 0          | 0           | 0  | 0       | 0          | 0           | 2  | 1       | 0          | 0           |
| 8  | Jari Vlak            | Nederland    | Middenvelder | Winter 2023/24 | Zomer 2027   |      | 2  | 1       | 0          | 0           | 0  | 0       | 0          | 0           | 2  | 1       | 0          | 0           |
| 11 | Evan Rottier         | Nederland    | Aanvaller    | Winter 2024/25 | Zomer 2027   |      | 2  | 0       | 0          | 0           | 0  | 0       | 0          | 0           | 2  | 0       | 0          | 0           |
| 12 | Philippe Lanquetin   | Frankrijk    | Verdediger   | Zomer 2025     | Zomer 2026   |      | 0  | 0       | 0          | 0           | 0  | 0       | 0          | 0           | 0  | 0       | 0          | 0           |
| 14 | Mylian Jiménez       | Nederland    | Middenvelder | Zomer 2025     | Zomer 2028   | (+1) | 2  | 0       | 0          | 0           | 0  | 0       | 0          | 0           | 2  | 0       | 0          | 0           |
| 15 | Milan Hokke          | Nederland    | Verdediger   | Zomer 2024     | Zomer 2027   |      | 1  | 0       | 0          | 0           | 0  | 0       | 0          | 0           | 1  | 0       | 0          | 0           |
| 16 | Finn de Bruin        | Nederland    | Middenvelder | Winter 2023/24 | Zomer 2026   |      | 0  | 0       | 0          | 0           | 0  | 0       | 0          | 0           | 0  | 0       | 0          | 0           |
| 17 | Elias Mohammad       | Zweden       | Aanvaller    | Zomer 2024     | Zomer 2026   | (+1) | 0  | 0       | 0          | 0           | 0  | 0       | 0          | 0           | 0  | 0       | 0          | 0           |
| 18 | Sekou Sylla          | Guinee       | Verdediger   | Zomer 2024     | Zomer 2026   |      | 2  | 1       | 0          | 0           | 0  | 0       | 0          | 0           | 2  | 1       | 0          | 0           |
| 19 | Luka Reischl         | Oostenrijk   | Aanvaller    | Winter 2024/25 | Zomer 2028   |      | 2  | 2       | 1          | 0           | 0  | 0       | 0          | 0           | 2  | 2       | 1          | 0           |
| 20 | Lorenzo Maasland     | Nederland    | Aanvaller    | Zomer 2024     | Zomer 2026   |      | 0  | 0       | 0          | 0           | 0  | 0       | 0          | 0           | 0  | 0       | 0          | 0           |
| 21 | Cameron Peupion      | Australië    | Aanvaller    | Winter 2024/25 | Zomer 2027   |      | 2  | 0       | 0          | 0           | 0  | 0       | 0          | 0           | 2  | 0       | 0          | 0           |
| 25 | Juho Kilo            | Finland      | Middenvelder | Zomer 2024     | Zomer 2028   |      | 2  | 0       | 0          | 0           | 0  | 0       | 0          | 0           | 2  | 0       | 0          | 0           |
| 26 | Illaijh de Ruijter   | Nederland    | Verdediger   | Zomer 2024     | Zomer 2027   |      | 2  | 1       | 0          | 0           | 0  | 0       | 0          | 0           | 2  | 1       | 0          | 0           |
| 27 | Nigel Thomas         | Curaçao      | Aanvaller    | Zomer 2025     | Zomer 2027   | (+1) | 1  | 0       | 0          | 0           | 0  | 0       | 0          | 0           | 1  | 0       | 0          | 0           |
| 29 | Caleb Kramer         | Kenia        | Doelman      | Zomer 2025     | Zomer 2026   |      | 0  | 0       | 0          | 0           | 0  | 0       | 0          | 0           | 0  | 0       | 0          | 0           |
| 45 | Diogo Tomas          | Finland      | Verdediger   | Zomer 2024     | Zomer 2026   |      | 2  | 0       | 0          | 0           | 0  | 0       | 0          | 0           | 2  | 0       | 0          | 0           |
| 49 | Ruben Silva-Richards | Italië       | Aanvaller    | Zomer 2025     | Zomer 2026   |      | 2  | 0       | 0          | 0           | 0  | 0       | 0          | 0           | 2  | 0       | 0          | 0           |

### Verhuurde spelers
| #  | Naam              | Land      | Positie    | Bij ADO sinds  | Contract tot | Opt. | C. | Voetbal | Kreeg geel | Weggestuurd | B. | Voetbal | Kreeg geel | Weggestuurd | T. | Voetbal | Kreeg geel | Weggestuurd |
| -- | ----------------- | --------- | ---------- | -------------- | ------------ | ---- | -- | ------- | ---------- | ----------- | -- | ------- | ---------- | ----------- | -- | ------- | ---------- | ----------- |
| 32 | Maikey Houwaart   | Nederland | Aanvaller  | Winter 2023/24 | Zomer 2026   | (+1) | 0  | 0       | 0          | 0           | 0  | 0       | 0          | 0           | 0  | 0       | 0          | 0           |
| 5  | Taneli Hämäläinen | Finland   | Verdediger | Winter 2024/25 | Zomer 2026   | (+1) | 0  | 0       | 0          | 0           | 0  | 0       | 0          | 0           | 0  | 0       | 0          | 0           |

### Tussentijds vertrokken spelers
| #  | Naam              | Land     | Positie   | Bij ADO sinds | Contract tot | Opt. | C. | Voetbal | Kreeg geel | Weggestuurd | B. | Voetbal | Kreeg geel | Weggestuurd | T. | Voetbal | Kreeg geel | Weggestuurd |
| -- | ----------------- | -------- | --------- | ------------- | ------------ | ---- | -- | ------- | ---------- | ----------- | -- | ------- | ---------- | ----------- | -- | ------- | ---------- | ----------- |
| 22 | Cheveyo Balentien | Suriname | Aanvaller | Zomer 2025    | Zomer 2026   |      | 1  | 0       | 0          | 0           | 0  | 0       | 0          | 0           | 1  | 0       | 0          | 0           |

### Spelers per positie
| Naam                 | Geboortedatum     | Doelman | Verdediging | Verdediging | Verdediging | Middenveld | Middenveld | Aanval | Aanval | Aanval |
| Naam                 | Geboortedatum     | GK      | RA          | CV          | LA          | VM         | AM         | RV     | LV     | SP     |
| -------------------- | ----------------- | ------- | ----------- | ----------- | ----------- | ---------- | ---------- | ------ | ------ | ------ |
| Kilian Nikiema       | 22 juni 2003      | x       |             |             |             |            |            |        |        |        |
| Caleb Kramer         | ?                 | x       |             |             |             |            |            |        |        |        |
| Steven van der Sloot | 6 juli 2002       |         | x           |             |             |            |            |        |        |        |
| Matteo Waem          | 1 juni 2000       |         |             | x           | x           |            |            |        |        |        |
| Diogo Tomas          | 31 juli 1997      |         |             | x           |             |            |            |        |        |        |
| Milan Hokke          | 11 oktober 2003   |         |             | x           |             |            |            |        |        |        |
| Philippe Lanquetin   | 21 februari 2005  |         |             | x           |             |            |            |        |        |        |
| Taneli Hämäläinen    | 16 april 2001     |         |             | x           | x           |            |            |        |        |        |
| Sekou Sylla          | 9 januari 1999    |         |             |             | x           |            |            |        |        |        |
| Jari Vlak            | 15 augustus 1998  |         |             |             |             | x          | x          |        |        |        |
| Juho Kilo            | 23 juni 2002      |         | x           |             |             | x          |            |        |        |        |
| Mylian Jiménez       | 13 januari 2003   |         |             |             | x           | x          |            |        |        |        |
| Evan Rottier         | 11 februari 2002  |         |             |             |             |            | x          | x      | x      | x      |
| Finn de Bruin        | 5 april 2004      |         |             |             |             | x          | x          |        |        |        |
| Daryl van Mieghem    | 5 december 1989   |         |             |             |             |            |            | x      | x      |        |
| Lorenzo Maasland     | 25 februari 2005  |         |             |             |             |            |            | x      | x      |        |
| Illaijh de Ruijter   | 14 september 2006 |         | x           |             | x           |            |            |        | x      |        |
| Cameron Peupion      | 23 september 2002 |         |             |             |             |            |            | x      | x      |        |
| Nigel Thomas         | 1 februari 2001   |         |             |             |             |            |            | x      | x      |        |
| Elias Mohammad       | 24 mei 2003       |         |             |             |             |            |            | x      | x      |        |
| Luka Reischl         | 10 januari 2004   |         |             |             |             |            | x          |        |        | x      |
| Ruben Silva-Richards | 3 januari 2004    |         |             |             |             |            |            |        | x      | x      |
| Maikey Houwaart      | 27 januari 2006   |         |             |             |             |            |            |        |        | x      |

### Transfers
Zomer 2025 - aangetrokken:
- Milan Hokke → Feyenoord (was al gehuurd)
- Mylian Jiménez → Aalborg BK (€?)
- Caleb Kramer → eigen gelederen
- Philippe Lanquetin → GD Estoril-Praia (gehuurd)
- Luka Reischl → FC Liefering (was al gehuurd)
- Ruben Silva-Richards → GD Estoril-Praia (gehuurd)
- Nigel Thomas → Viborg FF

Zomer 2025 - vertrokken:
- Cheveyo Balentien → AC Milan Futuro (kwam uit eigen gelederen)
- Ronald Boakye → K.v.v. Quick Boys
- Lee Bonis → Chesterfield FC (€?)
- Tim Coremans → FC Dordrecht
- Issac Dijkhuizen → nnb.
- Jaynilson Geoffery → nnb.
- Calvin Gustina → nnb.
- Taneli Hämäläinen → Kuopion Palloseura (verhuurd)
- Maikey Houwaart → Excelsior Maassluis (verhuurd)
- Dano Lourens → nnb.
- David van de Riet → FC Rijnvogels
- Alex Schalk → Real Murcia
- Kürşad Sürmeli → Aksarayspor
- Hugo Wentges → Helmond Sport

### Technische staf
| Functie                   | Naam                  | Bij ADO sinds   | Contract tot |
| ------------------------- | --------------------- | --------------- | ------------ |
| Hoofdtrainer              | Robin Peter           | Zomer 2025      | Zomer 2027   |
| Assistent-trainer         | Levi Schwiebbe        | Zomer 2023      | Zomer 2026   |
| Assistent-trainer         | Philipp Seidler       | Zomer 2025      | Zomer 2027   |
| Video-analist             | Philipp Seidler       | Zomer 2025      | Zomer 2027   |
| Keeperstrainer            | Kawa Hisso            | Zomer 2024      |              |
| Coördinator medische staf | Jos Kortekaas         | Zomer 2024      |              |
| Performance coach         | Luuk Truijens         | ?               |              |
| Materiaalman              | Rob Ravestein         | ?               |              |
| Teammanager               | Falco van den Eijnden | Zomer 2023      |              |
| Fysiotherapeut            | Edwin Coret           | Zomer 2003      |              |
| Fysiotherapeut            | Thom van der Spek     | Winter 2014/15* |              |
| Sporttherapeut            | Erwin Lemmers         | Winter 2023/24  |              |
| Clubarts                  | Daan van de Pol       | Zomer 2022      |              |
| Masseur                   | Ton Goris             | Zomer 2022      |              |
| Data-analist              | Theodore Kastanidis   | Zomer 2022      |              |
| Spelersbegeleider         | Philip Nijgh          | Zomer 2009      |              |
| Persvoorlichter           | Jill Verreijdt        | Zomer 2014*     |              |
| Stadionspeaker            | Wietze Smid           | Zomer 1997      |              |

### Directie
| Functie                       | Naam                           | Bij ADO sinds | Contract tot |
| ----------------------------- | ------------------------------ | ------------- | ------------ |
| Eigenaar                      | David Blitzer                  | Februari 2022 |              |
| Algemeen directeur            | Natascha van Grinsven-Admiraal | Zomer 2023    | Zomer 2026   |
| Technisch directeur           | Mark Wotte                     | Zomer 2025    | Interim      |
| Veiligheidsmanager            | ?                              |               |              |
| Leden Raad van Commissarissen | Sander Schouten                | Zomer 2022    |              |
| Leden Raad van Commissarissen | Johannes Ruppert               | Zomer 2022    |              |

## Statistieken ADO Den Haag in het seizoen 2025/26

### Clubtopscorers 2025/26
| #  | Naam                 | Doelpunten              | Doelpunten | Doelpunten | Assists                 | Assists    | Assists |
| #  | Naam                 | Keuken Kampioen Divisie | KNVB Beker | Totaal     | Keuken Kampioen Divisie | KNVB Beker | Totaal  |
| -- | -------------------- | ----------------------- | ---------- | ---------- | ----------------------- | ---------- | ------- |
| 1. | Luka Reischl         | 2                       | 0          | 2          | 0                       | 0          | 0       |
| 2. | Daryl van Mieghem    | 1                       | 0          | 1          | 1                       | 0          | 1       |
| 3. | Illaijh de Ruijter   | 1                       | 0          | 1          | 0                       | 0          | 0       |
| 4. | Steven van der Sloot | 1                       | 0          | 1          | 0                       | 0          | 0       |
| 5. | Sekou Sylla          | 1                       | 0          | 1          | 0                       | 0          | 0       |
| 6. | Jari Vlak            | 1                       | 0          | 1          | 0                       | 0          | 0       |
| 7. | Juho Kilo            | 0                       | 0          | 0          | 1                       | 0          | 1       |
| 8. | Evan Rottier         | 0                       | 0          | 0          | 1                       | 0          | 1       |

### Doelmannen 2025/26
| #  | Naam           | Keuken Kampioen Divisie | Keuken Kampioen Divisie | Keuken Kampioen Divisie | Keuken Kampioen Divisie | KNVB Beker | KNVB Beker  | KNVB Beker | KNVB Beker              |
| #  | Naam           | Duels                   | Goals tegen             | 'De nul'                | Strafschop niet in doel | Duels      | Goals tegen | 'De nul'   | Strafschop niet in doel |
| -- | -------------- | ----------------------- | ----------------------- | ----------------------- | ----------------------- | ---------- | ----------- | ---------- | ----------------------- |
| 1. | Kilian Nikiema | 2                       | 3                       | 0x                      | 0/0                     | 0          | 0           | 0×         | 0/0                     |
| 2. | Caleb Kramer   | 0                       | 0                       | 0x                      | 0/0                     | 0          | 0           | 0×         | 0/0                     |

### Tussenstand ADO Den Haag in Keuken Kampioen Divisie 2025/26
| Stand | Gespeeld | Gewonnen | Gelijk | Verloren | Punten | Doelpunten voor | Doelpunten tegen | Gele kaarten | 2× Geel > Rood | Rode kaarten |
| ----- | -------- | -------- | ------ | -------- | ------ | --------------- | ---------------- | ------------ | -------------- | ------------ |
| 5e    | 2        | 1        | 1      | 0        | 4      | 7               | 3                | 1            | 0              | 0            |

### Stand, punten en doelpunten per speelronde 2025/26
| Speelronde | 1           | 2           | 3           | 4           | 5           | 6           | 7           | 8           | 9           | 10          | 11          | 12          | 13          | 14          | 15          | 16          | 17          | 18          | 19          | 20          | 21          | 22          | 23          | 24          | 25          | 26          | 27          | 28          | 29          | 30          | 31          | 32          | 33          | 34          | 35          | 36          | 37          | 38          |
| ---------- | ----------- | ----------- | ----------- | ----------- | ----------- | ----------- | ----------- | ----------- | ----------- | ----------- | ----------- | ----------- | ----------- | ----------- | ----------- | ----------- | ----------- | ----------- | ----------- | ----------- | ----------- | ----------- | ----------- | ----------- | ----------- | ----------- | ----------- | ----------- | ----------- | ----------- | ----------- | ----------- | ----------- | ----------- | ----------- | ----------- | ----------- | ----------- |
| Trainer    | Robin Peter | Robin Peter | Robin Peter | Robin Peter | Robin Peter | Robin Peter | Robin Peter | Robin Peter | Robin Peter | Robin Peter | Robin Peter | Robin Peter | Robin Peter | Robin Peter | Robin Peter | Robin Peter | Robin Peter | Robin Peter | Robin Peter | Robin Peter | Robin Peter | Robin Peter | Robin Peter | Robin Peter | Robin Peter | Robin Peter | Robin Peter | Robin Peter | Robin Peter | Robin Peter | Robin Peter | Robin Peter | Robin Peter | Robin Peter | Robin Peter | Robin Peter | Robin Peter | Robin Peter |
| Punten     | 3           | 1           | X           |             |             |             |             |             |             |             |             |             |             |             |             |             |             |             |             |             |             |             |             |             | X           |             |             |             |             |             |             |             |             |             |             |             |             |             |
| Totaal     | 3           | 4           | X           |             |             |             |             |             |             |             |             |             |             |             |             |             |             |             |             |             |             |             |             |             | X           |             |             |             |             |             |             |             |             |             |             |             |             |             |
| Stand      | 1e          | 5e          |             |             |             |             |             |             |             |             |             |             |             |             |             |             |             |             |             |             |             |             |             |             |             |             |             |             |             |             |             |             |             |             |             |             |             |             |
| Goals      | 5           | 2           | X           |             |             |             |             |             |             |             |             |             |             |             |             |             |             |             |             |             |             |             |             |             | X           |             |             |             |             |             |             |             |             |             |             |             |             |             |
| Totaal     | 5           | 7           | X           |             |             |             |             |             |             |             |             |             |             |             |             |             |             |             |             |             |             |             |             |             | X           |             |             |             |             |             |             |             |             |             |             |             |             |             |
| Doelsaldo  | +4          | +4          | X           |             |             |             |             |             |             |             |             |             |             |             |             |             |             |             |             |             |             |             |             |             | X           |             |             |             |             |             |             |             |             |             |             |             |             |             |

### Thuis/uit-verhouding 2025/26
| Tegenstander | Almere City FC | SC Cambuur | FC Den Bosch | FC Dordrecht | FC Eindhoven | FC Emmen | De Graafschap | Helmond Sport | Jong Ajax | Jong AZ | Jong PSV | Jong FC Utrecht | MVV Maastricht | RKC Waalwijk | Roda JC Kerkrade | TOP Oss | Vitesse | VVV-Venlo | Willem II | Punten totaal |
| ------------ | -------------- | ---------- | ------------ | ------------ | ------------ | -------- | ------------- | ------------- | --------- | ------- | -------- | --------------- | -------------- | ------------ | ---------------- | ------- | ------- | --------- | --------- | ------------- |
| ADO thuis    | (19/9)         | (16/1)     | (25/10)      | (17/10)      | (6/4)        | (5/12)   | (25/11)       | (29/8)        | (3/4)     | (30/1)  | (19/12)  | (17/3)          | (13/2)         | (17/4)       | (7/11)           | (29/9)  | X       | (27/2)    | 5 - 1     | 3             |
| ADO uit      | (7/3)          | (21/11)    | (24/4)       | (12/4)       | (12/9)       | (13/3)   | (22/3)        | (20/2)        | (15/9)    | (3/10)  | (20/10)  | 1 - 1           | (2/11)         | (26/9)       | (6/2)            | (12/12) | X       | (28/11)   | (9/1)     | 1             |
| Punten       | 0              | 0          | 0            | 0            | 0            | 0        | 0             | 0             | 0         | 0       | 0        | 1               | 0              | 0            | 0                | 0       | X       | 0         | 3         | 4             |

### Toeschouwersaantallen 2025/26
| Tegenstander | Almere City FC | SC Cambuur | FC Den Bosch | FC Dordrecht | FC Eindhoven | FC Emmen | De Graafschap | Helmond Sport | Jong Ajax | Jong AZ | Jong PSV | Jong FC Utrecht | MVV Maastricht | RKC Waalwijk | Roda JC Kerkrade | TOP Oss | Vitesse | VVV-Venlo | Willem II   | Totaal |
| ------------ | -------------- | ---------- | ------------ | ------------ | ------------ | -------- | ------------- | ------------- | --------- | ------- | -------- | --------------- | -------------- | ------------ | ---------------- | ------- | ------- | --------- | ----------- | ------ |
| ADO thuis    |                |            |              |              |              |          |               |               |           |         |          |                 |                |              |                  |         | X       |           | 7.845 (500) |        |
| ADO uit      |                |            |              |              |              |          |               |               |           |         |          | 752 (270)       |                |              |                  |         | X       |           |             | -      |

(*: Bij deze wedstrijden mochten er geen (uit)supporters aanwezig zijn.)

### Kaarten per speelronde 2025/26
| Speelronde     | 1    | 2   | 3 | 4 | 5 | 6 | 7 | 8 | 9 | 10 | 11 | 12 | 13 | 14 | 15 | 16 | 17 | 18 | 19 | 20 | 21 | 22 | 23 | 24 | 25 | 26 | 27 | 28 | 29 | 30 | 31 | 32 | 33 | 34 | 35 | 36 | 37 | 38 |
| -------------- | ---- | --- | - | - | - | - | - | - | - | -- | -- | -- | -- | -- | -- | -- | -- | -- | -- | -- | -- | -- | -- | -- | -- | -- | -- | -- | -- | -- | -- | -- | -- | -- | -- | -- | -- | -- |
| Gele kaart     | 0    | 1   | X |   |   |   |   |   |   |    |    |    |    |    |    |    |    |    |    |    |    |    |    |    | X  |    |    |    |    |    |    |    |    |    |    |    |    |    |
| Totaal geel    | 0    | 1   | X |   |   |   |   |   |   |    |    |    |    |    |    |    |    |    |    |    |    |    |    |    | X  |    |    |    |    |    |    |    |    |    |    |    |    |    |
| Rode kaart     | 0    | 0   | X |   |   |   |   |   |   |    |    |    |    |    |    |    |    |    |    |    |    |    |    |    | X  |    |    |    |    |    |    |    |    |    |    |    |    |    |
| Totaal rood    | 0    | 0   | X |   |   |   |   |   |   |    |    |    |    |    |    |    |    |    |    |    |    |    |    |    | X  |    |    |    |    |    |    |    |    |    |    |    |    |    |
| Scheidsrechter | Eijk | Stu | X |   |   |   |   |   |   |    |    |    |    |    |    |    |    |    |    |    |    |    |    |    | X  |    |    |    |    |    |    |    |    |    |    |    |    |    |

[2× geel wordt in dit schema gezien als één rode kaart.]

### Keuken Kampioen Divisie-doelpunten per kwartier 2025/26
| Minuut       | 0-15 | 16-30 | 31-45 | 46-60 | 61-75 | 76-90 Haags Kwartiertje | Totaal |
| ------------ | ---- | ----- | ----- | ----- | ----- | ----------------------- | ------ |
| ADO          | 0    | 0     | 1     | 3     | 3     | 0                       | 7      |
| Tegenstander | 0    | 0     | 1     | 1     | 1     | 0                       | 3      |
| Totaal       | 0    | 0     | 2     | 4     | 4     | 0                       | 10     |

### Strafschoppen 2025/26
| Penalty's    | Gescoord | Gemist | Totaal | Gescoord door: | Gemist door: (Gepakt door:) |
| ------------ | -------- | ------ | ------ | -------------- | --------------------------- |
| ADO Den Haag | 1        | 0      | 1      | 1: Jari Vlak   | /                           |
| Tegenstander | 0        | 0      | 0      | /              | /                           |

### Bekertoernooi 2025/26
| Ronde   | Eerste kwalificatieronde | Tweede kwalificatieronde | Eerste ronde | Tweede ronde | Achtste finale | Kwartfinale | Halve finale | Finale |
| ------- | ------------------------ | ------------------------ | ------------ | ------------ | -------------- | ----------- | ------------ | ------ |
| Thuis   | nvt.                     | nvt.                     | nnb.         |              |                |             |              |        |
| Uit     | nvt.                     | nvt.                     | nnb.         |              |                |             |              |        |
| Uitslag | nvt.                     | nvt.                     | nnb.         |              |                |             |              |        |

### Statistieken aller tijden voor ADO (huidige selectie)
| #   | Naam                   | Wedstrijden | Wedstrijden | Wedstrijden | Wedstrijden | Wedstrijden | Doelpunten | Doelpunten | Doelpunten | Doelpunten | Doelpunten |
| #   | Naam                   | Competitie  | Beker       | Play-offs   | Europa      | Totaal      | Competitie | Beker      | Play-offs  | Europa     | Totaal     |
| --- | ---------------------- | ----------- | ----------- | ----------- | ----------- | ----------- | ---------- | ---------- | ---------- | ---------- | ---------- |
| 1.  | Daryl van Mieghem      | 72          | 5           | 6           | 0           | 83          | 19         | 1          | 1          | 0          | 21         |
| 2.  | / Matteo Waem          | 69          | 5           | 6           | 0           | 80          | 6          | 0          | 0          | 0          | 6          |
| 3.  | Jari Vlak              | 52          | 2           | 6           | 0           | 60          | 12         | 0          | 0          | 0          | 12         |
| 4.  | / Kilian Nikiema       | 47          | 0           | 2           | 0           | 49          | 0          | 0          | 0          | 0          | 0          |
| 5.  | Juho Kilo              | 39          | 0           | 2           | 0           | 41          | 3          | 0          | 0          | 0          | 3          |
| 6.  | / Steven van der Sloot | 38          | 1           | 1           | 0           | 40          | 1          | 0          | 0          | 0          | 1          |
| 7.  | / Sekou Sylla          | 35          | 1           | 2           | 0           | 38          | 3          | 0          | 0          | 0          | 3          |
| 8.  | Diogo Tomas            | 34          | 1           | 2           | 0           | 37          | 2          | 0          | 0          | 0          | 2          |
| 9.  | Finn de Bruin          | 25          | 2           | 4           | 0           | 31          | 1          | 0          | 0          | 0          | 1          |
| 10. | Evan Rottier           | 25          | 2           | 2           | 0           | 29          | 3          | 1          | 0          | 0          | 4          |
| 11. | Illaijh de Ruijter     | 20          | 0           | 2           | 0           | 22          | 1          | 0          | 0          | 0          | 1          |
| 12. | / Cameron Peupion      | 16          | 0           | 2           | 0           | 18          | 0          | 0          | 0          | 0          | 0          |
| 13. | Lorenzo Maasland       | 14          | 0           | 0           | 0           | 14          | 0          | 0          | 0          | 0          | 0          |
| 14. | Luka Reischl           | 10          | 0           | 2           | 0           | 12          | 7          | 0          | 0          | 0          | 7          |
| 15. | Taneli Hämäläinen      | 11          | 0           | 0           | 0           | 11          | 0          | 0          | 0          | 0          | 0          |
| 16. | / Elias Mohammad       | 10          | 1           | 0           | 0           | 11          | 0          | 0          | 0          | 0          | 0          |
| 17. | Maikey Houwaart        | 8           | 2           | 0           | 0           | 10          | 0          | 0          | 0          | 0          | 0          |
| 18. | Milan Hokke            | 7           | 0           | 1           | 0           | 8           | 0          | 0          | 0          | 0          | 0          |
| 19. | Joey Brandt            | 2           | 0           | 0           | 0           | 2           | 0          | 0          | 0          | 0          | 0          |
| 20. | / Mylian Jiménez       | 2           | 0           | 0           | 0           | 2           | 0          | 0          | 0          | 0          | 0          |
| 21. | / Ruben Silva-Richards | 2           | 0           | 0           | 0           | 2           | 0          | 0          | 0          | 0          | 0          |
| 22. | Sky Heesen             | 1           | 0           | 0           | 0           | 1           | 0          | 0          | 0          | 0          | 0          |
| 23. | / Nigel Thomas         | 1           | 0           | 0           | 0           | 1           | 0          | 0          | 0          | 0          | 0          |

## Uitslagen ADO Den Haag

### Juli 2025
| Oefenwedstrijd | HVV Laakkwartier (Vierde Klasse) | 0 - 15 (0 - 7)                                                                                  | ADO Den Haag | Selectie ADO Den Haag: (Interim: Levi Schwiebbe) |
| za. 5 juli 2025 14:00 uur Plaats: Den Haag Laakkwartier-terrein Toeschouwers: 1.200 Scheidsrechter: Geert den Ouden Wedstrijdverslagen: ADO, ADOFans, Video, Wedstrijd |                                  | 0 - 1 0 - 2 0 - 3 0 - 4 0 - 5 0 - 6 0 - 7 0 - 8 0 - 9 0 - 10 0 - 11 0 - 12 0 - 13 0 - 14 0 - 15 | 18' Vlak 18' De Bruin 19' De Bruin (Vlak) 22' De Bruin (Kilo) 24' Van Mieghem (De Bruin) 25' Peupion (Sylla) 26' Van der Sloot (Rottier) 38' Waem (Van Mieghem, c.) 50' Bode (pen.) 65' De Ruijter (Mohammad) 73' El Harchaoui (Mohammad) 75' De Ruijter (Balentien) 76' Brandt (Brouwer) 78' Hämäläinen (Balentien, c.) 83' El Harchaoui (Mohammad) 88' Mohammad (Balentien) | OPSTELLING 1e HELFT: Kramer - Van der Sloot, Tomas, Waem, Sylla - Kilo, De Bruin, Vlak - Van Mieghem, Rottier, Peupion OPSTELLING 2e HELFT: Redford - Payne, Hokke , Hämäläinen, Brouwer - De Ruijter, El Harchaoui, Brandt - Balentien, Bode, Mohammad WISSEL: 71' Heesen Payne |

Afwezig: Nikiema, Reischl (rust na interlands), Maasland (blessure).

Opmerkelijk: Voorafgaand aan de wedstrijd werd een minuut stilte gehouden voor de overleden oud-ADO-trainer Rinus Israël.
| Oefenwedstrijd | MVV '27 (Tweede Klasse) | 0 - 6 (0 - 4)                       | ADO Den Haag | Selectie ADO Den Haag: (Interim: Levi Schwiebbe) |
| wo. 9 juli 2025 18:30 uur Plaats: Maassluis Sportpark De Commandeur Toeschouwers: 750 Scheidsrechter: John Kraak Wedstrijdverslagen: ADO, ADOFans, Video, Wedstrijd |                         | 0 - 1 0 - 2 0 - 3 0 - 4 0 - 5 0 - 6 | 15' Reischl (Vlak) 39' Reischl (Kilo) 43' Reischl (De Ruijter) 45' Reischl (Balentien) 63' Peupion (De Bruin, c.) 87' Peupion (De Bruin) | OPSTELLING 1e HELFT: Nikiema - De Ruijter, Tomas, Hokke, Brouwer - Kilo, Rottier, Vlak - Van Mieghem, Reischl, Balentien OPSTELLING 2e HELFT: Kramer - Van der Sloot, Hämäläinen, Waem , Heesen - El Harchaoui, De Bruin, Brandt - Peupion, Bode, Mohammad WISSEL: 70' Payne Heesen |

Afwezig: Maasland, Sylla (blessure).

Oefenprogramma ADO Den Haag:
- Za. 12 juli: Sparta Rotterdam - ADO Den Haag ('s-Gravenzande, 14:00u).
- Za. 19 juli: ADO Den Haag - Francs Borains (Roosendaal, 14:00u).
- Vr. 25 juli: ADO Den Haag - Norwich City FC (Den Haag, 19:00u).
- 26 juli-1 augustus: Trainingskamp ADO Den Haag in Zeeland.
- Di. 29 juli: ADO Den Haag - OFI Kreta (Burgh-Haamstede, 14:00u).
- Zo. 3 augustus: ADO Den Haag - Olympiakos Piraeus (Den Haag, 15:00u).

### Augustus 2025
| Keuken Kampioen Divisie 1e speelronde | ADO Den Haag                                                                                          | 5 - 1 (1 - 1)                       | Willem II                                                   | Selectie ADO Den Haag: (T: Robin Peter) | Selectie Willem II: (T: John Stegeman) |
| zo. 10 augustus 2025 16:45 uur Plaats: Den Haag WerkTalent Stadion Toeschouwers: 7.845 Scheidsrechter: Sander van der Eijk Assistenten: Westhof, Janssen, Ordelmans Wedstrijdverslagen: ADO, West, ADOFans, Transfermarkt, Video Bal: 67%-33% / Vorig: 1-1 (23/24) Schoten (op doel): 22 (8) vs. 5 (3) | Reischl (Van Mieghem) 36' Sylla 52' Van Mieghem (v.t.) 55' I. de Ruijter 63' Van der Sloot (Kilo) 72' | 1 - 0 1 - 1 2 - 1 3 - 1 4 - 1 5 - 1 | 17' Sigurgeirsson 40' Meerveld (Doodeman) 68' Sigurgeirsson | BASISOPSTELLING: Nikiema - Van der Sloot, Tomas, Waem, Sylla - Kilo, Rottier, Vlak - Van Mieghem, Reischl, I. de Ruijter RESERVEBANK: Kramer, Hokke, Hämäläinen, Lanquetin, Jiménez, De Bruin, Balentien, Peupion, Thomas, Mohammad, Silva-Richards WISSELS: 70' Peupion Van Mieghem 70' Silva-Richards Reischl 75' Jiménez Rottier 75' Balentien De Ruijter 82' Hokke Tomas | BASISOPSTELLING: Didillon - Tirpan, Behounek, Hoogma, Sigurgeirsson - Schuurman , De Waal, Van Aalst - Doodeman, Haen, Meerveld RESERVEBANK: De Leeuw, Van der Linden, F. de Ruijter, Mathijsen, Poortvliet, Tjoe-A-On, Van Loon, Van Maarschalkerwaard, Verheydt, Baartmans WISSELS: 64' Tjoe-A-On De Waal 70' Mathijsen Van Aalst |

Afwezig: Maasland (blessure).

Opmerkelijk: In het debuut van hoofdtrainer Robin Peter versloeg het degradant Willem II met klinkende cijfers. Hierdoor pakte ADO direct de koppositie in de Keuken Kampioen Divisie. Ruben Silva-Richards, Mylian Jiménez en Cheveyo Balentien maakten hun ADO-debuut. Illaijh de Ruijter en Steven van der Sloot maakten hun eerste ADO-goal. De oudere broer van Illaijh de Ruijter zat voor het eerst op de bank bij Willem II.
| Keuken Kampioen Divisie 2e speelronde | Jong FC Utrecht                                              | 2 - 2 (0 - 0)           | ADO Den Haag                                      | Selectie ADO Den Haag: (T: Robin Peter) | Selectie Jong FC Utrecht: (T: Mark Otten) |
| ma. 18 augustus 2025 20:00 uur Plaats: Utrecht Stadion Galgenwaard Toeschouwers: 752 Scheidsrechter: Rick Sturm Assistenten: Waleveld, Pelgröm, Kuipers Wedstrijdverslagen: ADO, West, ADOFans, Transfermarkt, Video Bal: 28%-72% / Vorig: 1-1 (23/24) Schoten (op doel): 10 (4) vs. 21 (6) | Demircan (Agougil) 47' Demircan 47' Van de Haar (Dundas) 63' | 1 - 0 1 - 1 2 - 1 2 - 2 | 52' Reischl (Rottier) 67' Vlak (pen.) 88' Reischl | BASISOPSTELLING: Nikiema - Van der Sloot, Tomas, Waem, Sylla - Kilo, Rottier, Vlak - Van Mieghem, Reischl, De Ruijter RESERVEBANK: Kramer, Radford, Hokke, Lanquetin, Payne, Jiménez, De Bruin, Peupion, Thomas, Mohammad, Silva-Richards WISSELS: 19' Peupion Van Mieghem 61' Jiménez Rottier 85' Silva-Richards Vlak 85' Thomas Peupion | BASISOPSTELLING: Gadellaa - Ghaddari, Kooy , Mukeh, Held - Van Ommeren, Agougil, Van der Wegen - Arcos Sundqvist, Den Boggende, Demircan RESERVEBANK: Eppink, Kloosterboer, Viereck, Van den Boogaard, Van der Mast, Van Riel, Plantinga, Dundas, Menzo, Edhart, Van de Haar, Ebite WISSELS: 46' Dundas Van der Wegen 46' Van de Haar Den Boggende 71' Vierick Van Ommeren 71' Plantinga Demircan 78' Ebite Mukeh |

Afwezig: Balentien (bezig met transfer), Maasland (blessure).

Opmerkelijk: Scheidsrechter Rick Sturm baarde opzien door onder andere (in eerste instantie) een gele kaart aan de verkeerde speler te geven en een duidelijke strafschop aan ADO Den Haag niet toe te kennen. Aanvaller Nigel Thomas maakte zijn ADO-debuut.

## ADO Den Haag Onder 21/Jeugd

### Selectie ADO Den Haag Onder 21 2025/26
| [ 1 ]              | Naam                         | Bij ADO sinds  | Contract tot | Duels      | Goals      | Assists    | Geel       | Rood       |
| Doelmannen         | Doelmannen                   | Doelmannen     | Doelmannen   | Doelmannen | Doelmannen | Doelmannen | Doelmannen | Doelmannen |
| ------------------ | ---------------------------- | -------------- | ------------ | ---------- | ---------- | ---------- | ---------- | ---------- |
| Vlag van Nederland | Sem Eekhout                  | ?              | Zomer 2026   | 0          | 0          | 0          | 0          | 0          |
| Vlag van Nederland | Levi Kaijim                  | Zomer 2024     | Amateurbasis | 0          | 0          | 0          | 0          | 0          |
| Vlag van Kenia     | Caleb Kramer                 | ?              | Zomer 2026   | 0          | 0          | 0          | 0          | 0          |
| Vlag van Nederland | Connor Radford               | Zomer 2019     | Amateurbasis | 0          | 0          | 0          | 0          | 0          |
| Verdedigers        |                              |                |              |            |            |            |            |            |
| Vlag van Nederland | Ties Brouwer                 | Zomer 2022     | Amateurbasis | 0          | 0          | 0          | 0          | 0          |
| Vlag van Nederland | Tim Danhof                   | ?              | Amateurbasis | 0          | 0          | 0          | 0          | 0          |
| Vlag van Nederland | Maxim Goedewacht (O19)       | Zomer 2023     | Amateurbasis | 0          | 0          | 0          | 0          | 0          |
| Vlag van Nederland | Sky Heesen                   | Zomer 2019     | Zomer 2026   | 0          | 0          | 0          | 0          | 0          |
| Vlag van Nederland | Kane Miardjo                 | Zomer 2023     | Amateurbasis | 0          | 0          | 0          | 0          | 0          |
| Vlag van Nederland | Devyn Payne                  | ?              | Zomer 2026   | 0          | 0          | 0          | 0          | 0          |
| Vlag van Nederland | Danilo van Roekel            | Zomer 2024     | Amateurbasis | 0          | 0          | 0          | 0          | 0          |
| Vlag van Nederland | Senne Steijlen               | Zomer 2019     | Zomer 2027   | 0          | 0          | 0          | 0          | 0          |
| Vlag van Nederland | Jayden Tammes                | ?              | Amateurbasis | 0          | 0          | 0          | 0          | 0          |
| Middenvelders      |                              |                |              |            |            |            |            |            |
| Vlag van Albanië   | Ersi Bode                    | Winter 2021/22 | Zomer 2026   | 0          | 0          | 0          | 0          | 0          |
| Vlag van Nederland | Joey Brandt                  | ?              | Zomer 2026   | 0          | 0          | 0          | 0          | 0          |
| Vlag van Nederland | Finn de Bruin (*)            | Zomer 2022     | Zomer 2026   | 0          | 0          | 0          | 0          | 0          |
| Vlag van Nederland | Sem Deri (O19)               | Zomer 2023     | Amateurbasis | 0          | 0          | 0          | 0          | 0          |
| Vlag van Nederland | Amin el Harchaoui            | ?              | Zomer 2026   | 0          | 0          | 0          | 0          | 0          |
| Vlag van Nederland | Irfan Karijowidjojo          | ?              | Amateurbasis | 0          | 0          | 0          | 0          | 0          |
| Vlag van Nederland | Hamza Ougnou                 | Zomer 2025     | Amateurbasis | 0          | 0          | 0          | 0          | 0          |
| Vlag van Nederland | Giovanny Simas Jesus de Pina | Zomer 2018     | Amateurbasis | 0          | 0          | 0          | 0          | 0          |
| Vlag van Turkije   | Emin Sarıgül                 | Winter 2024/25 | Amateurbasis | 0          | 0          | 0          | 0          | 0          |
| Vlag van Nederland | Bram Wesseling               | Zomer 2022     | Zomer 2027   | 0          | 0          | 0          | 0          | 0          |
| Aanvallers         |                              |                |              |            |            |            |            |            |
| Vlag van Nederland | Mohamed ibn Alabbar          | Zomer 2025     | Amateurbasis | 0          | 0          | 0          | 0          | 0          |
| Vlag van Turkije   | Hakan Argün                  | Zomer 2021     | Zomer 2027   | 0          | 0          | 0          | 0          | 0          |
| Vlag van Nederland | Clydel Kigongo               | Zomer 2022     | Zomer 2027   | 0          | 0          | 0          | 0          | 0          |
| Vlag van Nederland | Dani van Loenen              | Zomer 2016     | Amateurbasis | 0          | 0          | 0          | 0          | 0          |
| Vlag van Nederland | Lorenzo Maasland (*)         | ?              | Zomer 2026   | 0          | 0          | 0          | 0          | 0          |
| Vlag van Zweden    | Elias Mohammad (*)           | Zomer 2024     | Zomer 2026   | 0          | 0          | 0          | 0          | 0          |
| Vlag van Nederland | Jarno Slootweg               | Zomer 2024     | Amateurbasis | 0          | 0          | 0          | 0          | 0          |

Transfers:

Nieuw: Hakan Argün, Ties Brouwer, Tim Danhof, Sem Eekhout, Amin el Harchaoui, Clydel Kigongo, Dani van Loenen, Giovanny Simas Jesus de Pina, Connor Radford, Senne Steijlen, Jayden Tammes, Bram Wesseling (allen eigen gelederen), Mohamed ibn Alabbar (Alexandria '66), Hamza Ougnou (AVV Zeeburgia).
Vertrokken: Ronald Boakye (K.v.v. Quick Boys), Keanu Does (Keiser University), Issac Dijkhuizen (nnb.), Jaynilson Geoffery (nnb.), Raelson Gomes Landim (nnb.), Calvin Gustina (nnb.), Jaydavon Haas, Thijmen de Koning, Eloy van der Schee (allen SVV Scheveningen), Maikey Houwaart (Excelsior Maassluis, verhuurd), Kaj van Houwelingen (SV DSO), Andrew Imade (Roda JC Kerkrade), Daniel Lopes Varela (Excelsior Maassluis), Dano Lourens (nnb.), Sinan Özen (Iskenderunspor), David van de Riet (FC Rijnvogels), Hugo Wentges (Helmond Sport).

### Technische staf
|                    | Naam                  | Functie                                  | Bij ADO sinds | Contract tot |
| ------------------ | --------------------- | ---------------------------------------- | ------------- | ------------ |
| Vlag van Nederland | Henk de Zeeuw         | Trainer ADO Den Haag Onder 21            | Zomer 2021*   | Zomer 2026   |
| Vlag van Nederland | Ronald Samson         | Assistent-trainer ADO Den Haag Onder 21  | Zomer 2021*   |              |
| Vlag van Nederland | Eljero Elia           | Assistent-trainer ADO Den Haag Onder 21  | Zomer 2024*   |              |
| Vlag van Nederland | Dansco van den Burg   | Teammanager ADO Den Haag Onder 21        | ?             |              |
| Vlag van Nederland | Angelo van Loenen     | Materiaalverzorger ADO Den Haag Onder 21 | Zomer 2021    |              |
| Vlag van Syrië     | Kawa Hisso            | Keeperstrainer ADO Den Haag Onder 21     | Zomer 2024    |              |
| Vlag van Nederland | Chris Nieuwpoort      | Fysiotherapeut ADO Den Haag Onder 21     | Zomer 2021    |              |
| Vlag van Nederland | Dominique Ebben       | Inspanningsfysioloog jeugd               | Zomer 2019    |              |
| Vlag van Nederland | Ted de Man            | Inspanningsfysioloog jeugd               | Zomer 2020    |              |
| Vlag van Nederland | Arjan van der Kaaij   | Hoofd Keepers Coach                      | Zomer 2022    |              |
| Vlag van Nederland | Jack Morauw           | Keeperstrainer jeugd                     | Zomer 2021    |              |
| Vlag van Nederland | Lex Immers            | Talentcoach / Spitsentrainer jeugd       | Februari 2023 |              |
| Vlag van Nederland | Gerard van Ruitenburg | Technisch coördinator middenbouw         | Zomer 2020*   |              |
| Vlag van Nederland | Dennis van den Ing    | Technisch coördinator onderbouw          | Zomer 2020    |              |
| Vlag van Nederland | Frans Danen           | Coördinator jeugdscouting                | Zomer 2017*   |              |
| Vlag van Nederland | Albert van der Dussen | Performance & Operational Director Youth | April 2020    |              |
| Vlag van Nederland | Nick Boere            | Video-analist                            | Zomer 2021    |              |

### Thuis/uit-verhouding najaarscompetitie Divisie 2 2025/26
| Tegenstander  | Fortuna Sittard O21 | SC Heerenveen O21 | NAC Breda O21 | N.E.C. O21 | Vitesse O21 | FC Volendam O21 | IJsselmeervogels O21 | Totaal |
| ------------- | ------------------- | ----------------- | ------------- | ---------- | ----------- | --------------- | -------------------- | ------ |
| ADO O21 thuis | (15/11)             | (6/12)            | (1/11)        | (22/11)    | (6/9)       | (11/10)         | (27/9)               |        |
| ADO O21 uit   | (4/10)              | (30/8)            | (20/9)        | (13/9)     | (13/12)     | (8/11)          | (25/10)              |        |
| Punten totaal |                     |                   |               |            |             |                 |                      |        |

Oefenprogramma ADO Den Haag O21:
- Za. 12 juli (14:30u): Excelsior Maassluis - ADO Den Haag O21.
- Za. 2 augustus (12:00u): VV Katwijk - ADO Den Haag O21.
- Di. 5 augustus: ADO Den Haag O21 - H.V. & C.V. Quick (IM Cees IJspelder Toernooi).
- Za. 9 augustus: SVV Scheveningen - ADO Den Haag O21 (IM Cees IJspelder Toernooi).
- Za. 16 augustus (15:00u): ADO Den Haag O21 - FC Volendam O21.

KNVB Beker:
- Za. 23 augustus (15:00u): ADO Den Haag O21 - HVV Hollandia.

### Jeugdtrainers
| Team | Trainer                      | Assistent                               |
| ---- | ---------------------------- | --------------------------------------- |
| O19  | Erbim Fagu                   | Leonardo Vitor Santiago                 |
| O17  | Frans Danen                  | Fernando Derveld                        |
| O16  | Gerard van Ruitenburg (a.i.) | Orlando de Klerk                        |
| O15  | Dillon Bijlsma               | Patrick van Nijnatten & Remco Heiselaar |
| O14  | Wesly Kuijt                  | Max Ruifrok                             |
| O13  | Scott Luiten & Jay de Vries  | Matteo Linschoten & Ricardo Kip         |
| O12  | Randy de Jong                | Tamar Huisman & Damien Engel            |
| O11  | Reinier van Loon             | Zeni Bushati & Sander Veldhoen          |